# شهردار نیویورک سیتی
شهردار نیویورک سیتی یا شهردار شهر نیویوک (به انگلیسی: Mayor of New York City) رئیس شاخه اجرایی حکومت نیویورک است. دفتر شهردار تمامی خدمات عمومی، اماکن عمومی، سازمان‌های عمومی، اداره پلیس و سازمان آتش‌نشانی در شهر نیویورک را تحت کنترل خود دارد. شهرداران در دوره‌های چهارساله و با رای مستقیم انتخاب می‌شوند.

## حوزه نفوذ و بودجه
محل اقامت شهرداران نیویورک در عمارت گریسی بوده و محل کار آن‌ها در نیویورک سیتی هال واقع در منهتن می‌باشد. حوزه نفوذ شهردار شامل پنج بخش نیویورک بوده که شامل بروکلین، کوینز، برانکس و استاتن آیلند می‌باشد. بودجه شهرداری نیویورک به طور متوسط سالانه ۸۲ میلیارد دلار بوده‌است و در مجموع ۳۲۵ هزار نفر را تحت استخدام خود داشته‌است.

## فهرست شهرداران اخیر
- ۱۰۵مین - اد کوک (۱ ژانویه ۱۹۷۸ – ۳۱ دسامبر ۱۹۸۹)
- ۱۰۶مین - دیوید دینکینس (۱ ژانویه ۱۹۹۰ – ۳۱ دسامبر ۱۹۹۳)
- ۱۰۷مین - رودی جولیانی (۱ ژانویه ۱۹۹۴ – ۳۱ دسامبر ۲۰۰۱)
- ۱۰۸مین - مایکل بلومبرگ (۱ ژانویه ۲۰۰۲ – ۱ ژانویه ۲۰۱۴)
- ۱۰۹مین - بیل دی بلزیو (۱ ژانویه ۲۰۱۴–اکنون)